# Mercedes (Costa Rica)
Pour les articles homonymes, voir Mercedes.
Mercedes est une ville de la province de Heredia. La population est de 35 618 habitants en 2012.
Les principales activités sont le textile et l'alimentation.